# Echinoderes aureus
Echinoderes aureus är en djurart som tillhör fylumet pansarmaskar, och som beskrevs av Adrianov, Murakami och Shirayama 2002. Echinoderes aureus ingår i släktet Echinoderes och familjen Echinoderidae. Inga underarter finns listade i Catalogue of Life.